# Nautilus (F-64)
La corbeta Nautilus (F-64) fue un escolta costero sencillo y económico de la Armada Española, que a pesar de su sencillez dio bastantes quebraderos de cabeza a la industria naval española de la época para construirlas.
Con su nombre recuerda a la Corbeta Nautilus, primer buque escuela adquirido para tal fin por la Armada Española y conocido por su viaje de circunnavegación al mando de Fernando Villaamil.

## Historia
Fue el primero de los buques de su clase en ser construido en La carraca (los cuatro anteriores se construyeron en Cartagena).
Sirvió como buque de adiestramiento de tripulaciones y en labores de vigilancia y patrulla de las aguas jurisdiccionales, hasta que en los años 80 fue dedicado a funciones de patrullero de altura, para la vigilancia de la Zona Económica Exclusiva, cambiando en su numeral la F, primero por la PA y posteriormente en 1986 por la P.
Finalmente, en 1991 fue dado de baja y desguazado.

### Buques de la clase
- Descubierta (F-51)
- Atrevida (F-61)
- Princesa (F-62)
- Diana (F-63)
- Villa de Bilbao (F-65)